# Oleg Protopopov
Oleg Alexejevič Protopopov, rusky: Оле́г Алексе́евич Протопо́пов, (16. července 1932 Leningrad – 3. listopadu 2023 Grindelwald) byl sovětský krasobruslař, který dvakrát získal olympijské zlato v krasobruslení sportovních dvojic. Se svou manželkou Ljudmilou Bělousovovou zvítězil na zimních olympijských hrách v Innsbrucku v roce 1964 a znovu o čtyři roky později na ZOH v Grenoblu.
Manželé se také stali čtyřnásobnými mistry světa a Evropy, ze světových šampionátů měli dále tři stříbrné a jednu bronzovou medaili. Na mistrovství Evropy byli ještě čtyřikrát druzí.
V roce 1979 emigrovali ze Sovětského svazu do Švýcarska. Usadili se v Grindelwaldu a v roce 1995 získali švýcarské občanství.
Ljudmila Bělousovová zemřela v roce 2017 ve věku 81 let.

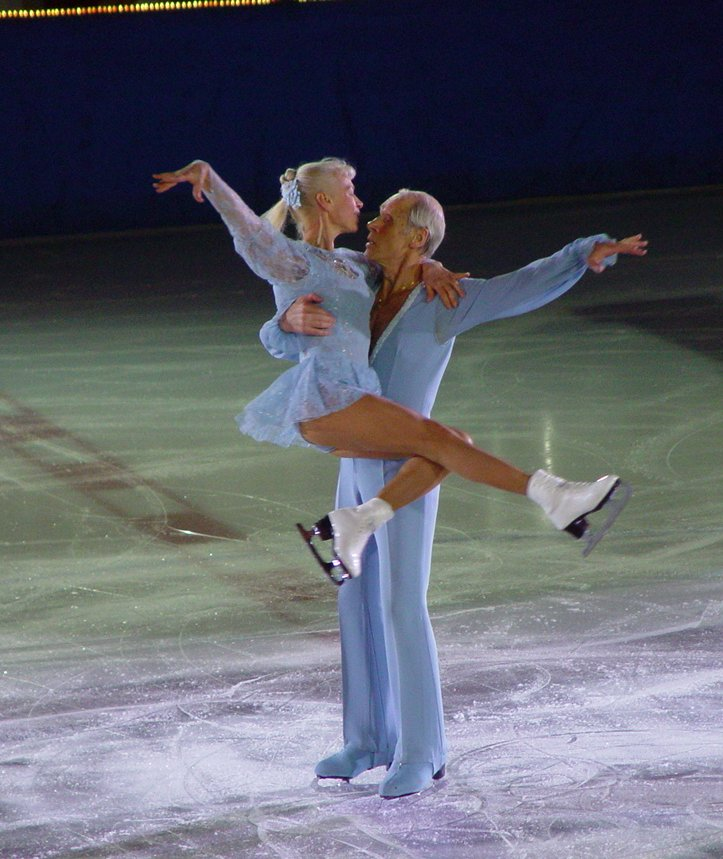
Bělousovová a Protopopov v roce 2007